# Чемеров, Александр Валерьевич
Александр Валерьевич Чемеров (укр. Олександр Валерійович Чемеров; род. 4 августа 1981, Чернигов, УССР, СССР) — украинский рок-музыкант, композитор, продюсер и фронтмен украинской рок-группы Димна суміш, в настоящее время фронтмен группы The Gitas.
Также он был автором (как музыки, так и текстов) песен для групп Quest Pistols Show (до 2016) и Агонь, работал с певицей Валерией Козловой, является автором текстов песен для англоязычного альбома Ивана Дорна. Музыкальные видеоклипы песен написанных Александром Чемеровым имели десятки миллионов просмотров на Youtube по состоянию на 2017 год.

## Биография
Александр Чемеров родился 4 августа 1981 в Чернигове, украинский город 148 км к северу от столицы Киева. Отец был ресторатором и местным политиком, мать была стюардессой. Начал играть рок-музыку в возрасте 14 лет, а в 1998 году основал группу «Димна Суміш», которая в основном играла гранж и уже в 1999 году заняла второе место на Червона руте и в последующие годы завоевала самые высокие места на нескольких других фестивалей, включая фестиваль Польский Вудсток. Группа выпустила три альбома Ти живий (2005), В Країні Ілюзій (2008) и Димна Суміш (2009).

## Написание песен
Quest Pistols и Агонь
Александр Чемеров был автором музыки и текстов украинской поп-рок-группы Quest Pistols Show с ее основания 2007—2015 годы а затем стал автором преемника этой группы Агонь. В песнях для Quest Pistols на ноябрь 2017 года было более 100 миллионов просмотров на Youtube и более 20 миллионов просмотров для Агонь.
Валерия Козлова
В 2010 году вышел альбом «Дай мне знак» российской певицы Валерии Козловой за авторством которого полностью является Чемеров.
Артур Пирожков
Александр Чемеров написал более 10 песен для артиста Александра Реввы (Артур Пирожков), включая такие хиты как:
«Плачь, детка» 2011
«Как Челентано» 2016
«Либо Любовь» 2017
Иван Дорн
Лирика песен англоязычного альбома «OTD» (2017) украинского певца Ивана Дорна была написана Александром Чемеровым.

## Переезд в США и The Gitas
В марте 2012 года Александр Чемеров переехал из Украины в США. В январе 2015 года основал в Лос-Анджелесе англоязычную рок-группу The Gitas на счету которой EP Garland (2015) и альбом Beverly Kills (2017).

## Дискография

### В составе «Димна Суміш»
- 2005 — Ти живий
- 2008 — В Країні Ілюзій
- 2009 — Димна Суміш

### В составе «The Gitas»
- 2015 — Garland (EP)
- 2016 — Beverly Kills  (сингл)
- 2017 — Beverly Kills (альбом)
- 2018 — Ne movchy (сингл)
- 2018 — Purge (сингл)
- 2020 — Mass Shooter (сингл)